# Mehmet Aurélio
Marco Aurélio Brito Dos Prazeres (* 15. Dezember 1977 in Rio de Janeiro), auch bekannt als Mehmet Aurelio, ist ein ehemaliger türkischer Fußballspieler und heutiger Fußballtrainer brasilianischer Herkunft.

## Karriere

### Im Verein
In Rio de Janeiro spielte Aurélio beim Bangu AC, bei Flamengo Rio de Janeiro (1995 bis 2000) und für Olaria AC (2001), ehe er 2001 in die türkische Süper Lig zu Trabzonspor wechselte. Während zwei Landsleute, die mit ihm gekommen waren, schnell wieder gehen mussten, konnte Aurélio die Türken überzeugen: zwei Spielzeiten spielte er in Trabzon, erzielte in 64 Spielen 15 Tore. 2002/03 gewann er mit Trabzonspor den türkischen Pokal.
Zur Saison 2003/04 wechselte Aurélio zu Fenerbahçe Istanbul. Sein erstes Spiel für den neuen Arbeitgeber war ein Freundschaftsspiel gegen den SV Waldhof Mannheim am 16. Juli 2003, sein erstes Pflichtspiel war am 10. August 2003 gegen İstanbulspor. In seiner ersten Saison bei Fenerbahçe gewann er 2004 mit dem Istanbuler Klub die Meisterschaft. In der nächsten Saison stand Aurélio für Fenerbahçe in allen Spielen, außer einem in der Liga und einem im UEFA-Pokal, auf dem Platz. Die Mannschaft verteidigte ihren Meistertitel. Im Sommer 2008 wechselte Aurélio zu Betis Sevilla. Im April 2009 wurde er dazu verurteilt, Fenerbahçe eine Strafe in Höhe von 4 Millionen Euro zu bezahlen, der Grund hierfür war, dass Fenerbahçe von der einseitigen Option zur Vertragsverlängerung Gebrauch gemacht hatte, Aurélio den Verein aber trotzdem verließ. Nach zwei Jahren kehrte Aurélio zurück nach Istanbul. Er wechselte ablösefrei zu Beşiktaş Istanbul und unterschrieb einen Zweijahresvertrag.
Der im Sommer 2012 auslaufende Vertrag wurde nicht verlängert und Aurélio war von nun an vereinslos, bis er im März 2013 einen Kontrakt in seiner eigentlichen Heimat Brasilien bei Olaria AC unterschrieb.

### In der Nationalmannschaft
In der brasilianischen Nationalelf wurde Aurélio nie eingesetzt. Im Jahr 2006 nahm er die türkische Staatsbürgerschaft an und debütierte am 16. August 2006 im Spiel gegen Luxemburg in der türkischen Nationalmannschaft. Am 12. September 2007 erzielte er gegen Ungarn sein erstes Länderspieltor. Er ist der erste nichttürkischstämmige Nationalspieler und -torschütze der Türkei. 2007 wurde er zum besten Nationalspieler der Türkei gewählt. Er nahm zudem an der Fußball-Europameisterschaft 2008 in Österreich und der Schweiz teil.

## Erfolge

### Verein
- Flamengo Rio de Janeiro (1995–2000)
  - 2 × Gewinn des Taça Rio: 1996, 2000
  - 2 × Gewinn des Taça Guanabara: 1996, 1999
  - 3 × Gewinn der Staatsmeisterschaft von Rio de Janeiro: 1996, 1999, 2000
  - 1 × Gewinn der Copa de Oro Nicolás Leoz: 1996
  - 1 × Gewinn der Copa Mercosur: 1999[8]

- Trabzonspor (2001–2003)
  - 1 × Türkischer Pokalsieger: 2003

- Fenerbahçe Istanbul (2003–2008)
  - 3 × Türkischer Meister: 2004, 2005, 2007
  - 1 × Türkischer Supercup-Sieger: 2007

- Beşiktaş Istanbul (2010–2012)
  - 1 × Türkischer Pokalsieger: 2011

### Nationalmannschaft
- Türkische Nationalmannschaft (2006–2011)
  - UEFA-Europameisterschaft: Halbfinalist 2008 in Österreich und der Schweiz (4 Einsätze)